# Mellor Glacier
Mellor Glacier är en glaciär i Antarktis. Den ligger i Östantarktis. Australien gör anspråk på området. Mellor Glacier ligger 736 meter över havet.
Terrängen runt Mellor Glacier är platt. Trakten är obefolkad. Det finns inga samhällen i närheten.